# サフォーク郡 (マサチューセッツ州)
サフォーク郡（英: Suffolk County）は、アメリカ合衆国マサチューセッツ州の郡である。人口は79万7936人（2020年）。郡庁所在地はボストンである。

## 歴史
サフォーク郡は、1643年5月10日、マサチューセッツ州議会によって、マサチューセッツ湾植民地が四つのシャイア（行政区域）に分けられた時に設置された。サフォーク郡には、当初、ボストン、ロクスベリー、ドーチェスター、デダム、ブレインツリー、ウェイマス、ヒンガム、ハルが含まれていた。
郡の名称は、イングランドのサフォークにちなんで名付けられ、「南の人々 (southern folk)」の意味である。
1731年、サフォーク郡の西部が分離して、ウースター郡の一部となった。1793年、元のサフォーク郡のうちボストンとチェルシーを除く部分が分離し、ノーフォーク郡の一部となった。1803年、沿岸の町であるヒンガムとハルがサフォーク郡から分離して、プリマス郡へ入った。19世紀末、ボストンがノーフォーク郡とミドルセックス郡にあったいくつかの隣接する町を吸収合併したため、サフォーク郡の郡域はやや拡大した。

## 政府機関
マサチューセッツ州の他の多くの郡と同様、今日、サフォーク郡は昔からの地理的な単位という意味しか持たなくなっており、郡の政府は存在しない。以前、郡が担っていた役割は、1999年、州によって引き継がれた。今でも、シェリフ、地区検察官、その他地域で特定の職務を行う公務員が選挙で選ばれているが、郡の評議会やコミッショナーは存在しない（郡政府の廃止直前まで、サフォーク郡の郡委員会の権限は長い間ボストン市評議会によって代行されていた）。ただし、郡内の各コミュニティは、現在、サービスの共有のため、独自の地域協定を結ぶ権限が与えられている。

## 地理
サフォーク郡は次の4自治体から成る。
- ボストン
- チェルシー
- リビア
- ウィンスロップ

東はマサチューセッツ湾に面し、北はエセックス郡、南はノーフォーク郡、西はミドルセックス郡に接する。南東のプリマス郡とは陸地では境界を接していないが、マサチューセッツ湾の中程の水面で境界を接する。
アメリカ合衆国統計局の統計によれば、郡の面積は311km2、うち陸地は152km2、水面は160km2 (51.32%) である。

## 人口統計
2000年国勢調査によれば、人口は68万9807人、世帯数は27万8722世帯、家族数は13万9082家族であった。人口密度は、4551人/km2であった。居住単位 (housing unit) の数は29万2520個、1km2当たりでは4999個であった。
人種別人口構成は、白人が57.76%、黒人が22.24%、ネイティブ・アメリカンが0.39%、アジア系が7.00%、太平洋諸島原住民が0.06%、その他8.17%、混血が4.38%であった。人種と関わりなく、15.52%がヒスパニックないしラテンアメリカ系であった。15.3%がアイルランド系、11.1%がイタリア系、6.4%が西インド諸島系であった。話す第一言語は、66.3%が英語、14.5%がスペイン語、3.1%がフランス語系クレオール語、2.4%が中国語、2.2%がポルトガル語、1.7%がベトナム語、1.6%がイタリア語、1.3%がフランス語であった。
世帯数は27万8722世帯、うち23.5%に18未満の子がおり、29.3%は結婚して同居している夫婦、16.3%は夫のいない女性世帯主の世帯、50.1%は非家族世帯であった。総世帯数の36.3%は単身、9.5%は65歳以上の老人の単身世帯であった。世帯の大きさの平均は2.34人、家族の大きさの平均は3.17人であった。
人口の年齢別構成は、18歳未満が20.2%、18歳～24歳が15.1%、25歳～44歳が35.5%、45歳～64歳が18.1%、65歳以上が11.0%であった。メディアン（中央値）は32歳であった。女性100人に対する男性の人数は93.2人であった。18歳以上の女性100人に対する男性の人数は、90.5人であった。
1世帯収入の中央値は3万9355ドル、1家族収入の中央値は4万4361ドルであった。男性の収入の中央値は3万7174ドル、同じく女性は3万2176ドルであった。1人当たり平均収入は2万2766ドルであった。家族数の14.9%、人口の19.0%が貧困線を下回る生活をしており、18歳未満の人口の中では24.9%、65歳以上では17.0%が貧困線を下回っていた。